# Spoorlijn Kassel - Frankfurt
De spoorlijn Kassel - Frankfurt am Main ook wel Main-Weser-Bahn genoemd is een Duitse spoorlijn tussen de steden Kassel en Frankfurt. De lijn is als spoorlijn 3900 tussen Kassel Hbf en Frankfurt (Main) Hbf onder beheer van DB Netze.
Het traject tussen Treysa (oud station) en Lollar was als onderdeel van de Kanonenbahn tussen Berlijn en Metz.

## Geschiedenis
Het traject werd door de kurhessischen Eisenbahnen in fases geopend:
- 5 april 1845: Freien Stadt Frankfurt - Darmstadt
- 29 december 1849: Kassel - Wabern
- 15 mei 1852: Gießen - Langgöns

## Treindiensten

### Deutsche Bahn
De Deutsche Bahn verzorgt het personenvervoer op dit traject met RE en RB-treinen.

### S-Bahn Rhein-Main
De treinen van de S-Bahn Rhein-Main tussen Friedberg en Frankfurt maken gebruik van dit traject.
- S6 Friedberg ↔ Frankfurt Süd: Main-Weser-Bahn - Homburger Bahn - Citytunnel

### InterCityExpress
De InterCityExpress, afgekort als ICE, is de snelste trein van spoorwegmaatschappij DB Fernverkehr, onderdeel van Deutsche Bahn.

## Aansluitingen
In de volgende plaatsen was of is er een aansluiting van de volgende spoorwegmaatschappijen:

### Kassel

#### Kassel Hbf
- Hannöversche Südbahn spoorlijn tussen Hannover Hbf en Kassel Hbf
- Halle-Kasseler Eisenbahn spoorlijn tussen Halle en Kassel Hbf
- Friedrich-Wilhelms-Nordbahn spoorlijn tussen Warburg en Kassel Hbf
- Friedrich-Wilhelms-Nordbahn spoorlijn tussen Bebra en Kassel Hbf
- Kassel - Waldkappel spoorlijn tussen Kassel en Waldkappel
- RegioTram Kassel (KVG) tram-train in de regio Kassel
- Straßenbahn Kassel (KVG) stadstram Kassel

#### Kassel Wilhelmshöhe
- Friedrich-Wilhelms-Nordbahn spoorlijn tussen Warburg en Kassel
- Friedrich-Wilhelms-Nordbahn spoorlijn tussen Bebra en Kassel Hbf
- Kassel - Waldkappel spoorlijn tussen Kassel en Waldkappel
- HSL Würzburg - Hannover spoorlijn tussen Würzburg Hbf en Hannover Hbf
- RegioTram Kassel (KVG) tram-train in de regio Kassel
- Straßenbahn Kassel (KVG) stadstram Kassel

### Wabern (Bz Kassel)
- Ederseebahn spoorlijn tussen Wabern en Brilon-Wald

### Treysa
- Silberhausen - Treysa spoorlijn tussen Silberhausen en Treysa
- Bad Hersfeld - Treysa spoorlijn tussen Bad Hersfeld en Treysa

### Kirchhain (Bz Kassel)
- Ohmtalbahn spoorlijn tussen Gemünden en Kirchhain
- Wohratalbahn spoorlijn tussen Kirchhain en Gemünden

### Cölbe
- Burgwaldbahn spoorlijn tussen Warburg en Sarnau

### Marburg
- Marburger Kreisbahn spoorlijn tussen Marburg Süd en Dreihausen

### Lollar
- Lollar - Wetzlar voormalige spoorlijn tussen Lollar en Wetzlar

### Gießen

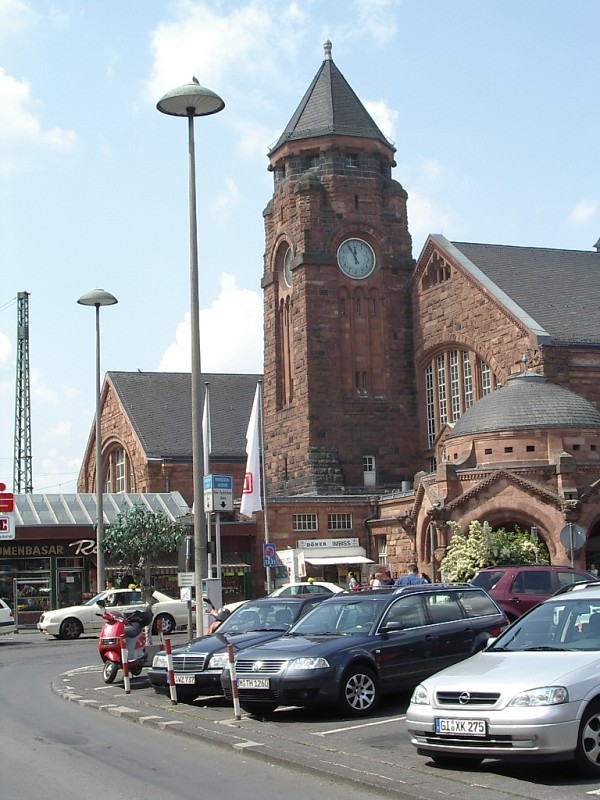
Bahnhof Gießen

- Dillstrecke spoorlijn tussen Siegen en Gießen
- Lahntalbahn spoorlijn tussen Koblenz en Gießen
- Vogelsbergbahn spoorlijn tussen Gießen over Alsfeld en Fulda
- Lahn-Kinzig-Bahn spoorlijn tussen Gießen en Gelnhausen

### Butzbach
- Butzbach-Licher Eisenbahn spoorlijn tussen Butzbach en Lich
- Werkplaats van de HLB

### Friedberg (Hessen)
- Horlofftalbahn spoorlijn tussen Friedberg en Mücke
- Friedberg - Friedrichsdorf spoorlijn tussen Friedberg en Friedrichsdorf
- Friedberg - Hanau spoorlijn tussen Friedberg en Hanau

### Bad Vilbel
- Niddertalbahn spoorlijn tussen Bad Vilbel en Lauterbach Nord

### Frankfurt am Main

#### Frankfurt am Main Hauptbahnhof
- Taunusbahn spoorlijn tussen Frankfurt am Main en Wiesbaden
- Mainbahn spoorlijn tussen Mainz en Frankfurt am Main
- Main-Neckar-Eisenbahn spoorlijn tussen Frankfurt am Main en Heidelberg
- Main-Lahn-Bahn spoorlijn tussen Frankfurt am Main en Limburg an der Lahn
- Riedbahn spoorlijn tussen Frankfurt am Main en Mannheim / Worms / vroeger ook naar Darmstadt
- Kinzigtalbahn spoorlijn tussen Fulda en Frankfurt am Main
- Homburger Bahn spoorlijn tussen Frankfurt am Main via (Bad) Homburg naar Friedberg en Friedrichsdorf
  - Spoorlijn Friedberg - Friedrichsdorf spoorlijn tussen Friedberg en Friedrichsdorf
- Königsteiner Bahn spoorlijn tussen Frankfurt-Höchst en Königstein im Taunus
- Kronberger Bahn spoorlijn tussen Frankfurt-Rödelheim en Kronberg im Taunus
- Limesbahn spoorlijn tussen Bad Soden am Taunus en Niederhöchstadt
- Sodener Bahn spoorlijn tussen Frankfurt-Höchst en Bad Soden am Taunus
- Taunusbahn spoorlijn tussen Frankfurt am Main en Brandoberndorf
- Friedberg - Friedrichsdorf spoorlijn tussen Friedberg (Hessen) en Friedrichsdorf (Taunus)
- Niddertalbahn spoorlijn tussen Frankfurt am Main en Lauterbach Nord
- Frankfurt-Hanauer Eisenbahn spoorlijn tussen Frankfurt am Main en Hanau
- Dreieichbahn spoorlijn tussen Dreieich-Buchschlag en Dieburg
- Odenwaldbahn spoorlijn tussen Darmstadt / Hanau en Eberbach am Neckar
- S-Bahn Rhein-Main treindienst rond Frankfurt am Main
- Stadtwerke Verkehrsgesellschaft Frankfurt am Main mbH (VGF) stadstram en U-Bahn in Frankfurt en Offenbach

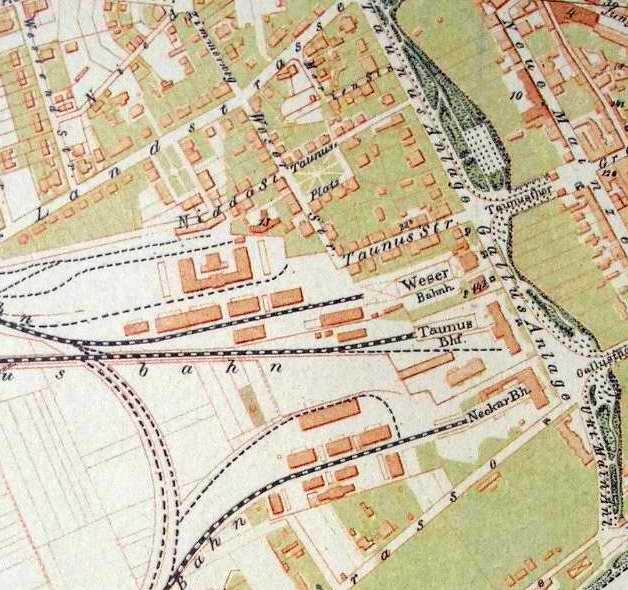
De Taunusbahnhof in Frankfurt en de andere stations rond 1860

#### Frankfurt am Main Taunusbahnhof
- Taunus-Eisenbahn spoorlijn tussen Frankfurt am Main en Wiesbaden

#### Frankfurt am Main Main-Neckar-Bahnhof
- Main-Neckar-Bahn spoorlijn tussen Frankfurt am Main en Heidelberg

## Elektrische tractie
Het traject tussen Frankfurt en Gießen werd in de jaren 60 van de twintigste eeuw geëlektrificeerd met een spanning van 15.000 volt 16⅔ Hz wisselstroom. De elektrificatie van het traject tussen Gießen en Kassel werd op 20 maart 1967 afgerond.